# آنتونوف تی-۲ام ماوریک
آنتونوف تی-۲ام ماوریک (به انگلیسی: Antonov T-2M Maverick) یک هواپیمای ساختِ کارخانهٔ آنتونوف در کشور اوکراین است.